# Acacia ensifolia
Acacia ensifolia — вид квіткових рослин з родини бобових. Ареал: Австралія (Квінсленд).

## Середовище проживання
Він росте на глинистих або суглинних ґрунтах, часто з Acacia petraea на невисоких пагорбах.

## Біоморфологічна характеристика
Це дерево заввишки до 9 метрів. Може мати кілька стебел і розлогу крону. Звисаючі філодії від сіро-зеленого до зеленого кольору мають пряму або злегка зігнуту форму від лінійної до лінійно-еліптичної, вони мають довжину від 15 до 27 см і ширину від 3 до 8 мм з помітною середньою жилкою та краями та нечіткими бічними жилками. Суцвіття утворюються групами від 10 до 15 квіток із сферичними головами діаметром від 7 до 8 мм, які містять від 50 до 60 щільно упакованих яскраво-жовтих квіток. Після цвітіння утворюються щільно листяні голі стручки з білим пиловим покривом. Стручки мають довжину до 13 см і ширину від 10 до 18 мм. Блискуче чорнувате насіння має круглу або широко еліптичну форму.